# Ла Зуш, Уильям, 4-й барон Зуш из Харингуорта
Уильям ла Зуш (англ. William la Zouche; приблизительно 1373 — 3 ноября 1415) — английский аристократ, 4-й барон Зуш из Харингуорта с 1396 года. Сын Уильяма ла Зуша, 3-го барона Зуша из Харингуорта, и его первой жены Агнес Грин. После смерти отца унаследовал баронский титул и обширные владения в Центральной Англии. В 1402 году сопровождал принцессу Бланку, дочь короля Генриха IV, в Гейдельберг, на свадьбу с Людвигом III Пфальцским. В 1413—1414 годах занимал пост лейтенанта Кале, незадолго до смерти стал кавалером ордена Подвязки.
Барон был женат на Элизабет Кросс, дочери сэра Уильяма Кросса. В этом браке родился сын Уильям (приблизительно 1402—1462), 5-й барон Зуш из Харингуорта.